# Conjunt lacustre de Somiedo

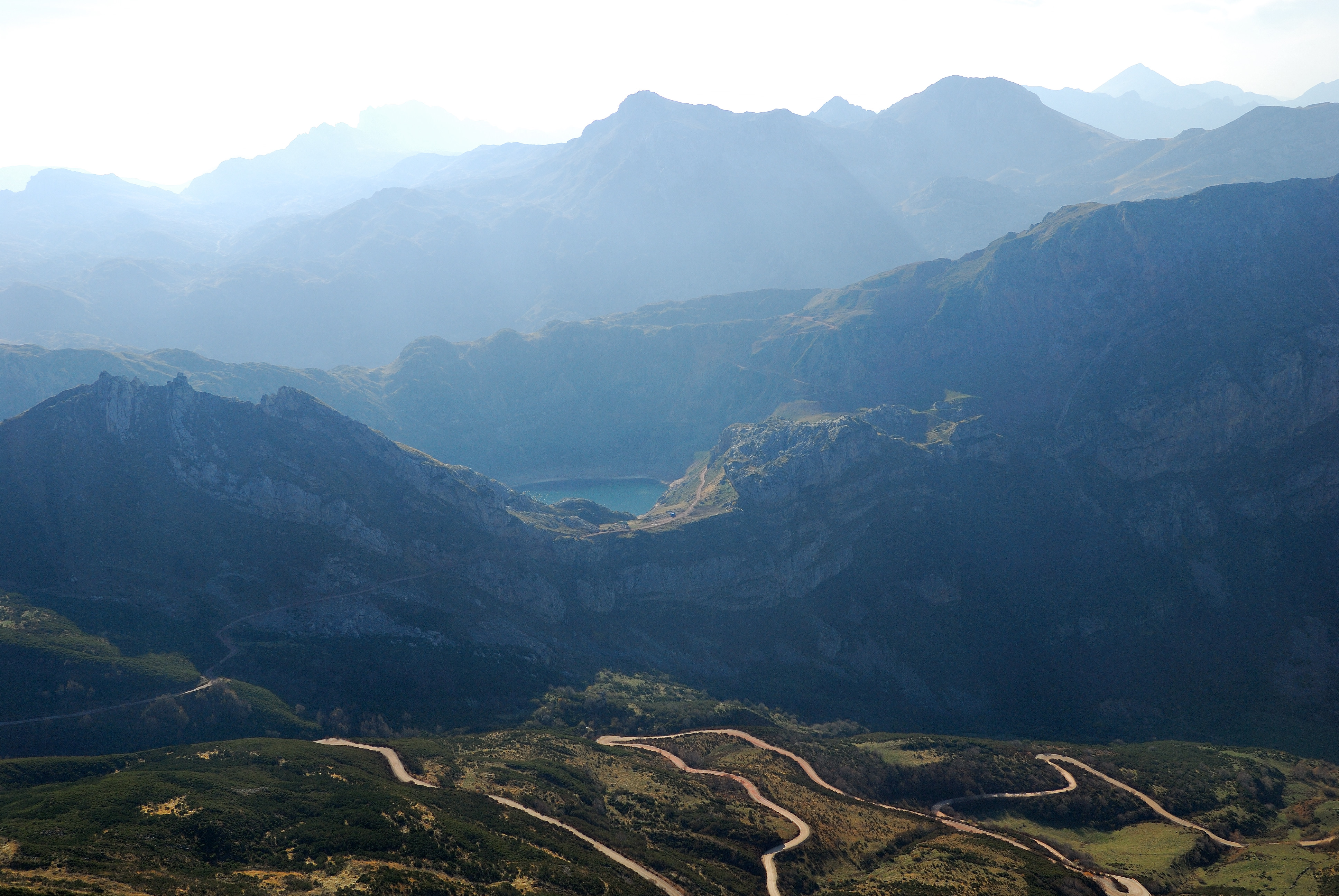
Imatge del Llac de la Cova des del Cim els Bígaros.

El Conjunt lacustre de Somiedo està format pels llacs de Saliencia (Calabazosa o Llac Negre, Cerveriz, Laguna de Almagrera o La Mina i La Cova), llac del Valle i els terrenys situats entre tots dos en el concejo de Somiedo a Astúries (Espanya).
La formació del conjunt es basa en llacs d'origen glacial amb la seva corresponents comunicacions per valls glacials. Geològicament es tracta d'una zona amb totes les característiques d'abrasió glacial. La vegetació també és la típica aquàtica dels llacs en la qual destaca pel seu interès la genciana. Dins de la fauna cal destacar la presència de l'os bru dins del parc natural i en el llac de la vall de llúdries, alimoches i àguiles reals. Esment a part mereix la família dels amfibis, ja que es troben en aquesta zona la majoria dels existents dins del parc com són els tritons alpí i palmeado, la salamandra comuna, els gripaus comú i partero i les granotes bermeja i patilarga.
Aquest espai protegit està inclòs en la reserva de la bioesfera de Somiedo. Va ser declarat monument natural el 22 de maig de 2003.